# Wolfgang J. Mommsen
Wolfgang Justin Mommsen, född 5 november 1930 i Marburg i Hessen, död 11 augusti 2004 i Bansin i Mecklenburg-Vorpommern, var en inflytelserik tysk historiker. Han var sonsons son till historikern och nobelpristagaren Theodor Mommsen, son till historikern Wilhelm Mommsen och tvillingbror till Hans Mommsen, en av de mest betydande samtidshistorikerna i Tyskland.
Hans forskning kretsade kring den tyske sociologen Max Weber, men hans verk handlade också om imperialismen, tiden omkring koloniseringen samt tyska rikets och Storbritanniens historia.